# Новата булка
Сериалът „Новата булка“ на турски „Yeni Gelin“ е турска романтична комедия, която разказва историята на младата Бела, момиче от модерно и градско семейство, което се влюбва в Баран, наследник на консервативно и традиционно семейство от Югоизточна Турция.
След сватбата си, Бела се мести в семейния дом на Баран, където се сблъсква с културните различия, строгите традиции и ексцентричните членове на неговото семейство. Сюжетът проследява как тя се опитва да се адаптира към новия начин на живот, като същевременно запазва своята идентичност. В сериала има много комични ситуации, любовни преживявания и семейни конфликти.
Сюжетът съчетава традициите и културата на Югоизточна Турция с модерния начин на живот, като предлага забавни моменти, драматични обрати и силно чувство за семейни ценности.

## Излъчване
| Сезон | Епизоди | Начало на сезона  | Край на сезона  | Всички епизоди | ТВ сезон    | ТВ Канал |
| ----- | ------- | ----------------- | --------------- | -------------- | ----------- | -------- |
| 1     | 15      | 11 март 2017      | 17 юни 2017     | 1 – 15         | 2017        | Show TV  |
| 2     | 38      | 16 септември 2017 | 9 юни 2018      | 16 – 53        | 2017 – 2018 | Show TV  |
| 3     | 10      | 22 септември 2018 | 24 ноември 2018 | 54 – 63        | 2018        | Show TV  |

## Актьорски състав
- Джесика Мей – Бела Йозтюрк-Бозок
- Толга Менди – Хазар Бозок
- Мустафа Авкъран – Календер Бозок
- Даахан Кюлегеч – Каан Бозок
- Сема Кечик – Мьохтебер Дуран
- Лале Башар – Камила Йозтюрк
- Ренан Билек – Камил Йозтюрк
- Йонджа Джевхер-Шахинбас – Асие Бозок
- Бурчин Билдик – Мюселим Бозок
- Зейнеп Канконде – Айше Максут
- Есин Гюндогду – Тюркмен Бозок
- Мурат Коджаджък – Кьор Хасан
- Тойган Аваноолу – Искендер Бозок
- Назлъ Башак Илхан – Гюлистан Бозок
- Бахар Сюер – Назгюл Бозок
- Фериде Хилал Акън – Ширин Бозок-Дуран
- Онур Байтан – Ферхат
- Шилан Макал – Дилан Дуран
- Халил Ибрахим Курум – Баран Дуран
- Юмит Йесин – Коркут Бозок
- Едже Иртем – Афет Бозок
- Мустафа Чавуш – Гьокхан Бозок
- Ипек Багръачък – Елмас